# Паче дел Мела
Паче дел Мела (итал. Pace del Mela) је насеље у Италији у округу Месина, региону Сицилија.
Према процени из 2011. у насељу је живело 3376 становника. Насеље се налази на надморској висини од 126 м.

## Становништво
Према резултатима пописа становништва 2011. у општини је живело 6.388 становника.
| 1931. | 1936. | 1951. | 1961. | 1971. | 1981. | 1991. | 2001. | 2011. |
| ----- | ----- | ----- | ----- | ----- | ----- | ----- | ----- | ----- |
| 3.242 | 3.466 | 3.900 | 3.802 | 3.879 | 4.729 | 5.471 | 6.117 | 6.388 |